# 강제노동 협약

강제노동 협약 비준국

강제노동 협약(Forced Labour Convention, 1930)은 국제 노동 기구의 제29호 협약으로, 국제 노동 기구의 8대 핵심 협약 중 하나이다. 1930년 6월 28일 채택되었으며 1932년 5월 1일 발효되었다.

## 주요 내용

### 강제노동의 요소
이 협약에서 강제노동은 불이익의 위협 하에 이루어지거나 자발적으로 이루어지지 않은 모든 노동을 의미한다. 강제노동의 정의는 다음 3가지 요소로 이루어져 있다.
- 일 또는 서비스: 모든 경제적 활동이나 산업분야에서 이루어지는 모든 형태의 노동. 비공식 부문의 노동 역시 포함된다.
- 불이익의 위협: 어떤 사람에게 일을 하도록 하는 광범위한 형태의 불이익을 의미한다. 형사처벌 뿐만이 아니라 신체적 폭력, 심리적 위협 등 직간접적인 강제수단이 여기에 포함된다.
- 비자발성: 노동자가 자유의사에 따라 고용관계를 형성하고, 언제든지 자유롭게 그만둘 수 있어야 자발적 노동이다. 만약 노동자가 근로조건을 알았다면 받아들이지 않았을 경우에, 사용자가 거짓으로 근로조건을 내세워 노동자의 의사를 왜곡한 경우에도 비자발적 노동에 해당한다.

이 협약에서 정한 강제노동은 형사처벌의 대상이 되도록 규정하고 있다.

### 강제노동의 예외
다만 다음 경우에는 이 협약상의 강제노동에 포함되지 않는다.
- 병역의무에 따라 강제되는 순수한 군사적 성격의 노동
- 완전한 자치국 시민으로서의 통상적 시민적 의무
- 법원의 판결에 따라 강제되는 노동, 다만 이 노동은 공적 기관의 감독을 받아야 하고 민간인, 민간회사, 민간단체에 고용되거나 지휘를 받지 않아야 한다.
- 전쟁이나 그 밖의 재난상황 등 주민 전체나 일부의 존립이나 안녕을 위협하는 상황에서 이루어지는 강제노동
- 통상적인 시민적 의무라고 볼 수 있는 소규모 공동체 서비스

## 2014년 의정서
2014년 6월 11일 국제노동기구 이사회에서 강제노동 협약에 관한 2014년 의정서를 채택하였다. 1930년 체결된 강제노동 협약은 식민지 체제나 일부 독립국에서 강제노동이 이루어진 사회상을 반영한 것인데, 현재의 강제노동은 인신매매나 채무노예 등 민간경제에서 이루어지고 있어 강제노동에 대한 예방, 보호, 구제에 초점을 두었다.
또한 1930년 협약 원문은 강제노동의 점진적 철폐를 목표로 과도기 조항을 두었는데, 본 의정서에서 과도기 조항인 협약 제1조 제2항, 제3항 및 제3조에서 제24조까지를 삭제하였다.

## 아시아 각국의 협약위반 소지

### 대한민국
대한민국에서는 2021년 4월 20일에 비준, 2022년에 발효되었으나 강제노동 협약 위반의 소지가 있는 제도가 존재한다. 그 제도는 외국인 노동자를 대상으로 한 고용허가제, 대한민국의 징병제에 의한 전환복무 제도와 보충역 제도이다.

### 일본
일본에서는 1931년 11월 21일에 비준, 1933년에 발효되었으나, 국제노동기구에서 강제노동 조약 위반의 소지가 있는 것으로 판단하는 사례가 존재한다. 그 사례로 위안부, 중국인과 조선인에 대한 징용, 이에 대한 1999년 국제노동기구 보고서가 존재하는데, 이 보고서에 의하면 전시 위안부(Wartime comfort women)와 전시산업 강제징용(Wartime industrial forced labour)에 있어 제2차 세계대전 시기에 일본이 중국인, 조선인을 징용한 것이 강제노동 협약 위반에 해당하는 것으로 판단한다.

## 같이 보기
- 조선민주주의인민공화국의 병역 제도
- 대한민국의 병역 제도